# Етноклуб

Етноклуб «Музей Івана Гончара» — це клуб Українського центру народної культури, який був створений 12 грудня 2009 року як мистецька акція прихильників традиційної української культури, які хочуть реалізовуватись і пов'язати своє життя з українською культурою.
|  | Людина, будучи у своєму єстві істотою суспільною, завжди мала потребу у вияві свого духовного потенціалу за умов прихильності і братерського розуміння з боку інших. Тому, шукаючи подібних собі в поглядах та інтересах, люди завжди гуртувалися в общини та братства, — каже директор клубу А. Гончар, незважаючи на обставини, які нам дарує сьогодення, українська громадськість, яка як ніхто відчуває на собі відповідальність за долю української культури та її духовної спадщини, має можливість об'єднатися у братство для обговорення та вирішення нагальних проблем сучасності, а також щоб провести вільний час у відпочинку та мистецьких виявах. У глобальному новому світі постають нові виклики і нове розуміння — як ми сприймемо сьогодення? Як ми готові виживати, не втративши себе, як ми готові творити і любити?. |

Нараз Етноклуб має більше сотні членів, серед яких такі відомі діячі культури як Олег Скрипка, Ніна Матвієнко та інші.